# Accrezione (meteorologia)
In meteorologia, il termine accrezione (o accrescimento) identifica il processo di accrescimento di una particella, nell'ambito del meccanismo della precipitazione, dovuto alla collisione di cristalli di ghiaccio o di fiocchi di neve con gocce di liquido in sopraffusione, le quali ghiacciano al momento dell'impatto.